# مملكة أيرلندا
كانت مملكة أيرلندا أو إرلندة (Ríoghacht Éireann; الأيرلندية الحديثة: Ríocht Éireann) دولةً عميلةً لإنجلترا ثم بريطانيا العُظمى وكانت موجودة منذ عام 1542 حتى 1800. حكمها ملوك إنجلترا ثم ملوك بريطانيا العظمى في اتحاد شخصي مع ممالكهم. كان يدير المملكة نائب للملك (نائب لورد أو لورد ملازم) مقره قلعة دبلن ويُعيّنه الملك أو الملكة. كانت أيرلندا تتمتع بهيئة تشريعية، ونبلاء، وجيش، ونظام قانوني، وكنيسة خاصة بها.
كانت أرض المملكة فيما سبق لوردية يحكمها ملوك إنجلترا، جرى تأسيسها في عام 1177 على يد هنري الثاني عقب الغزو الإنجليزي النورماني لأيرلندا. بحلول القرن السادس عشر، كانت منطقة إنجلترا قد تقلصت إلى درجة كبيرة، وكان معظمها تحت سيطرة المشيخات الأيرلندية الغالية. في عام 1542، نُصّب هنري الثامن ملك إنجلترا ملكًا على أيرلندا. بدأ الإنجليز بترسيخ سيطرتهم على الجزيرة، ما أشعل شرارة تمردات ديزموند وحرب تسع السنوات. تمّت في القرن السابع عشر. تضمن الغزو مصادرة الأراضي من الأيرلنديين الأصليين واستعمارها بمستوطنين بريطانيين.
في السنوات الأولى، كان الاعتراف بالمملكة محدودًا، إذ لم تعترف أي من الدول الكاثوليكية في أوروبا على هنري الثامن وخلفه إدوارد السادس باعتبارهم ملوكًا لأيرلندا. اعترف البابا بولس الرابع بماري الأولى الكاثوليكية مليكة على أيرلندا. تعرض الكاثوليكيون، الذين شكلوا معظم السكان، إلى التمييز ضدهم بصورة رسمية في المملكة، التي هيمنت عليها بروتستانتية مهيمنة منذ أواخر القرن السابع عشر. كان التمييز واحدًا من المحفزات الأساسية لعدة نزاعات اندلعت هي: حرب الأحد عشر عام (1641 – 1653)، والحرب الوليمية في إيرلندا (1689 – 1691)، واضطرابات أرما (من سبعينيات القرن الثامن عشر إلى تسعينياته) والثورة الأيرلندية في عام 1798.
أصدر برلمان أيرلندا قوانين الاتحاد العام لعام 1800 التي حلّت البرلمان نفسه وألغت المملكة، وأصدر برلمان بريطانيا العظمى القوانين نفسها. أسست القوانين مملكة بريطانيا العظمى وأيرلندا في اليوم الأول من عام 1801 عبر توحيد تاجي أيرلندا وبريطانيا العظمى.

## تاريخها
صدر المرسوم البابوي لودابيليتير خاصة البابا أدريان الرابع في عام 1155، ومنح هنري الثاني الأنجوفيّ ملك إنجلترا لقب دومينوس هيبرناي (الترجمة اللاتينية للقب «لورد أيرلندا»). خولّ لودابيليتير الملك بغزو أيرلندا، بغية ضم البلاد إلى دائرة النفوذ الأوروبية. في المقابل، كان مطلوبًا من هنري دفع بنس على كل ملكية موجودة في كشف الممتلكات الخاضعة للضريبة للبابا. أعاد البابا ألكسندر الثالث خلفُ أدريان تأكيد المرسوم في عام 1172.
وقتما حرم البابا كليمنت السابع ملك إنجلترا هنري الثامن كنسيًا، صار المنصب الدستوري للوردية أيرلندا ملتبسًا. انشقّ هنري عن الكرسيّ الرسولي وأعلن نفسه رئيسًا لكنيسة إنجلترا. كان قد أرسل طلبًا إلى روما لإبطال زواجه بكاثرين أراغون. رفض كليمنت السابع طلبه وبالتالي رفض هنري الاعتراف بسيادة الكنيسة الرومانية الكاثوليكية اللاوظيفية على أيرلندا، وحُرم كنسيًا مرة أخرى في عام 1538 على يد البابا بولس الثالث. أُقر قانون خيانة الوطن (أيرلندا) لعام 1537 ليناقض هذا.

### أيرلندا التيودوريّة
عقب ثورة سيلكين توماس الفاشلة في عامي 1534 – 1535، حقق ليونارد غراي، نائب اللورد، بعض النجاحات العسكرية ضد عدة عشائر في أواخر ثلاثينيات القرن السادس عشر، وأخضعها. بحلول عام 1540، بدا معظم أيرلندا في سلام وتحت سيطرة إدارة الملك الواقعة في دبلن؛ لكنه وضعٌ لم يدُم طويلًا.
أُعلن هنري الثامن ملكًا على أيرلندا عبر مرسوم تاج أيرلندا لعام 1542، وهو مرسوم أصدره البرلمان الأيرلندي. لم يعترف الملوك الكاثوليكيون الأوربيون على المملكة الجديدة. عقب وفاة الملك إدوارد السادس، ابن هنري، اعترف المرسوم البابوي لعام 1555 بماري الأولى الرومانية الكاثوليكية مليكةً على أيرلندا. صار الارتباط بين «الاتحاد الشخصي» لتاج أيرلندا وتاج إنجلترا مقدسًا في القانون الكنسي الكاثوليكي. بهذه الطريقة، صارت مملكة أيرلندا خاضعة لحكم ملوك إنجلترا. وضع هذا الأمر مملكة أيرلندا في اتحاد شخصي مع مملكة إنجلترا.
تماشيًا مع دورها وصورتها الذاتية المتوسعين، أسست الإدارةُ الهيئات التشريعية الملكية للمحامين في عام 1541، وملك أسلحة ألستر لتنظيم شعارات النبالة في عام 1552. تأجلت طلبات تأسيس جامعة في دبلن إلى عام 1592.
اندلعت الحرب في عام 1593، وقتما قاد هيو أونيل، إيرل تايرون، تحالفًا من اللوردات الأيرلنديين وإسبانيا هابسبورغ ضد التاج، في ما صار يُعرف لاحقًا باسم حرب تسع السنوات. دفعت سلسلة من الانتصارات الأيرلندية المذهلة السلطة الإنجليزية في أيرلندا إلى نقطة الانهيار بحلول بداية القرن السابع عشر، لكن أجبرت حملة متجددة بقيادة تشارلز بلاونت، لورد ماونتجوي، تايرون على الخضوع في عام 1603، متمّة بذلك غزو آل تيودور لأيرلندا.

### أيرلندا الستيوارتيّة
في عام 1603، صار جيمسُ السادس ملك اسكتلندا جيمسَ الأول ملك إنجلترا وأيرلندا، ما وحّد ممالك إنجلترا واسكتلندا وأيرلندا في اتحاد شخصي. قاطعت حروب الممالك الثلاث النظام السياسي للملكة بدءًا من عام 1639. خلال فترة خلو العرش اللاحقة، حُكمت إنجلترا واسكتلندا وأيرلندا على اعتبارها جمهورية حتى عام 1660. شهدت هذه الفترة نهضة الحلف الأيرلندي الكاثوليكي الموالي ضمن المملكة، وإنشاء كومنولث إنجلترا واسكتلندا وأيرلندا الجمهوري منذ عام 1653. استُعيد نظام المملكة في عام 1660 جراء الإصلاح الذي قام به تشارلز الثاني. دون أي ممانعة شعبية، أُرّخت مُدة حُكم تشارلز تأريخًا رجعيًا يعتبرها بدأت عند إعدام والده في عام 1649.
شهدت أيرلندا الستيوارتية تأسيس واحدة من مستعمرات أولستر في عام 1606 على يد الملك جيمس الأول. هي أكبر المستعمرات الإنجليزية والاسكتلندية في أيرلندا، وما زال تراثها مرئيًا حتى اليوم، إذ ما زال معظم أولستر جزءًا من المملكة المتحدة، وبقيَ محافظًا على أغلبية سكان بروتستانتية وموالية للاتحاد.

### وطنيو غراتان
أُلغي قانون بوينينغ في عام 1782 في ما عُرف لاحقًا باسم دستور عام 1782، والذي منح أيرلندا استقلالًا تشريعيًا. صار البرلمان في هذه الفترة معروفًا باسم برلمان غراتان، تيمنًا بالقائد الأيرلندي الرئيسي للفترة، هنري غراتان. رغم تمتّع أيرلندا باستقلال تشريعي، بقيت الإدارة التنفيذية خاضعة لسلطة قيّم مملكة بريطانيا العظمى. نشأت في عامي 1788 – 1789 أزمة وصاية وقتما مرض الملك جورج الثالث. أراد غراتان تعيين أمير ويلز، الذي صار جورج الرابع لاحقًا، ملكًا وصيًا على أيرلندا. استعاد الملك صحته قبل أن يُشرّع هذا.

## أعلام
- ويليام برنس
- ويليام راسيل
- جون مونتجومري
- جون فلتون
- جون طومسون